# Stanisław Steczyński
Stanisław Steczyński, ps. „Mścisław” (ur. 24 września 1889 w Busku-Zdroju, zm. 5 lipca 1916 pod Polską Górą) – podporucznik Legionów Polskich, działacz niepodległościowy, uczestnik I wojny światowej, kawaler Orderu Virtuti Militari.

## Życiorys
Urodził się 24 września 1889 w Busku Zdroju, w ówczesnym powiecie stopnickim guberni kieleckiej, w rodzinie Karola i Joanny z Jureckich. We Lwowie był uczniem średniej szkoły rolniczej. Członek Polskiej Partii Socjalistycznej – Frakcji Rewolucyjnej w Królestwie Polskim oraz Związku Strzeleckiego we Lwowie.
W sierpniu 1914 wstąpił w szeregi Legionów Polskich. Początkowo pełnił służbę w 1 pułku piechoty, a od 18 grudnia 1914 w 5 pułku piechoty. Otrzymał przydział do 6 kompanii . 11 kwietnia 1916 c. i k. Naczelna Komenda Armii mianowała go chorążym z dniem 1 maja 1916. W pułku został mianowany podporucznikiem oraz wyznaczony na stanowisko dowódcy plutonu. Pokazał swoją odwagę oraz zdecydowanie podczas bitwy pod Kostiuchnówką, gdzie wykonał nagły i śmiały atak na Polską Górę zdobywając okopy w których znajdował się ukryty nieprzyjaciel. Zginął w czasie walki z wrogiem. Za czyn swój wyróżniony pośmiertnie nadaniem Krzyża Srebrnego Orderu Virtuti Militari. Był kawalerem.

## Ordery i odznaczenia
- Krzyż Srebrny Orderu Wojskowego Virtuti Militari nr 6488 – pośmiertnie, 17 maja 1922[9][4][10][11][5]
- Krzyż Niepodległości – pośmiertnie, 20 stycznia 1931 „za pracę w dziele odzyskania niepodległości”[12][1][13]
- Krzyż Walecznych czterokrotnie nr 56341[3][4]